# Rio Gurban
O Rio Gurban é um rio da Romênia, afluente do Neajlov, localizado no distrito de Dâmboviţa.